# Gustav Krklec
Gustav Krklec, hrvaški pisatelj, pesnik, esejist, kritik in prevajalec, * 23. junij 1899, Udbina pri Karlovcu, † 30. oktober 1977, Zagreb.
Krklec je otroštvo preživel v Maruševcu v Hrvaškem Zagorju. Gimnazijo je obiskoval v Varaždinu, Zagrebu in Sušaku, študij filozofije pa je obiskoval v Zagrebu. Najvažnejši del Krklečeve književnosti predstavlja poezija. Pisal pa je tudi eseje, kritike, potopise, podlistke in aforizme. Mnogo je prevajal, največ iz nemščine, ruščine, češčine in slovenščine. Posebno pomembni so njegovi prevodi Puškina, Brechta in Prešerna. V srbohrvaščino je prevedel Prešernov Sonetni venec.